# 瓦尔蒙杜瓦
瓦尔蒙杜瓦（法語：Valmondois，法語發音：[valmɔ̃dwa] ⓘ）是法国法兰西岛大区瓦兹河谷省的一个市镇，位于该省中部，属于蓬图瓦兹区。

## 地理
瓦尔蒙杜瓦（49°5'48"N, 2°11'27"E）面积4.59 平方千米，位于法国法蘭西島大區瓦兹河谷省，该省份为法国北部内陆省份，北起瓦兹省，西接厄尔省，南至塞纳-圣但尼省、上塞纳省和伊夫林省，东临塞纳-马恩省。
与瓦尔蒙杜瓦接壤的市镇（或旧市镇、城区）包括：内勒拉瓦莱、瓦兹河畔比特里、瓦兹河畔欧韦尔、利勒亚当、帕尔曼。

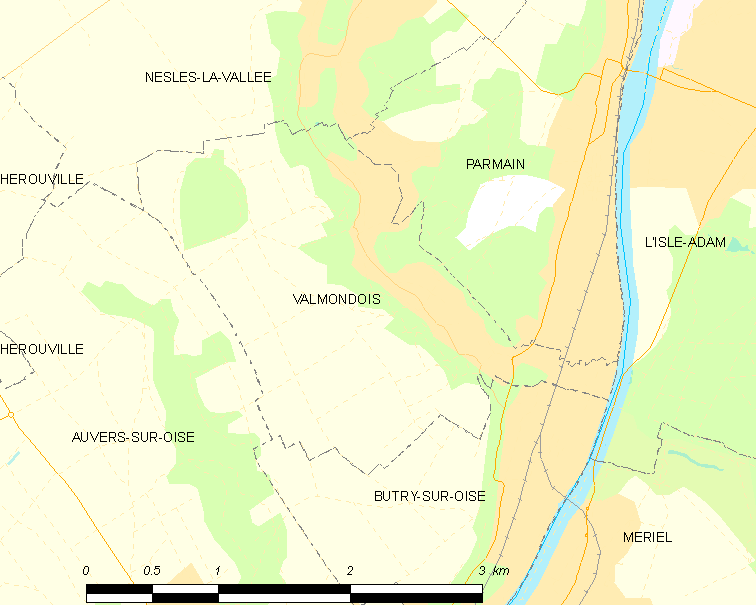
瓦尔蒙杜瓦的OSM定位图

瓦尔蒙杜瓦的时区为UTC+01:00、UTC+02:00（夏令时）。

## 行政
瓦尔蒙杜瓦的邮政编码为95760，INSEE市镇编码为95628。

## 政治
瓦尔蒙杜瓦所属的省级选区为圣旺洛莫讷县。

## 人口

1962-2008年间瓦尔蒙杜瓦人口变化图示

瓦尔蒙杜瓦于2022年1月1日时的人口数量为1209人。